# Край (Латвия)
Край (латыш. novads, мн. ч. novadi) — административно-территориальная единица высшего уровня в Латвии. Край включает в себя волости и краевые города.
После территориальной реформы 2021 года Латвия разделена на 36 краёв и 7 городов республиканского подчинения:

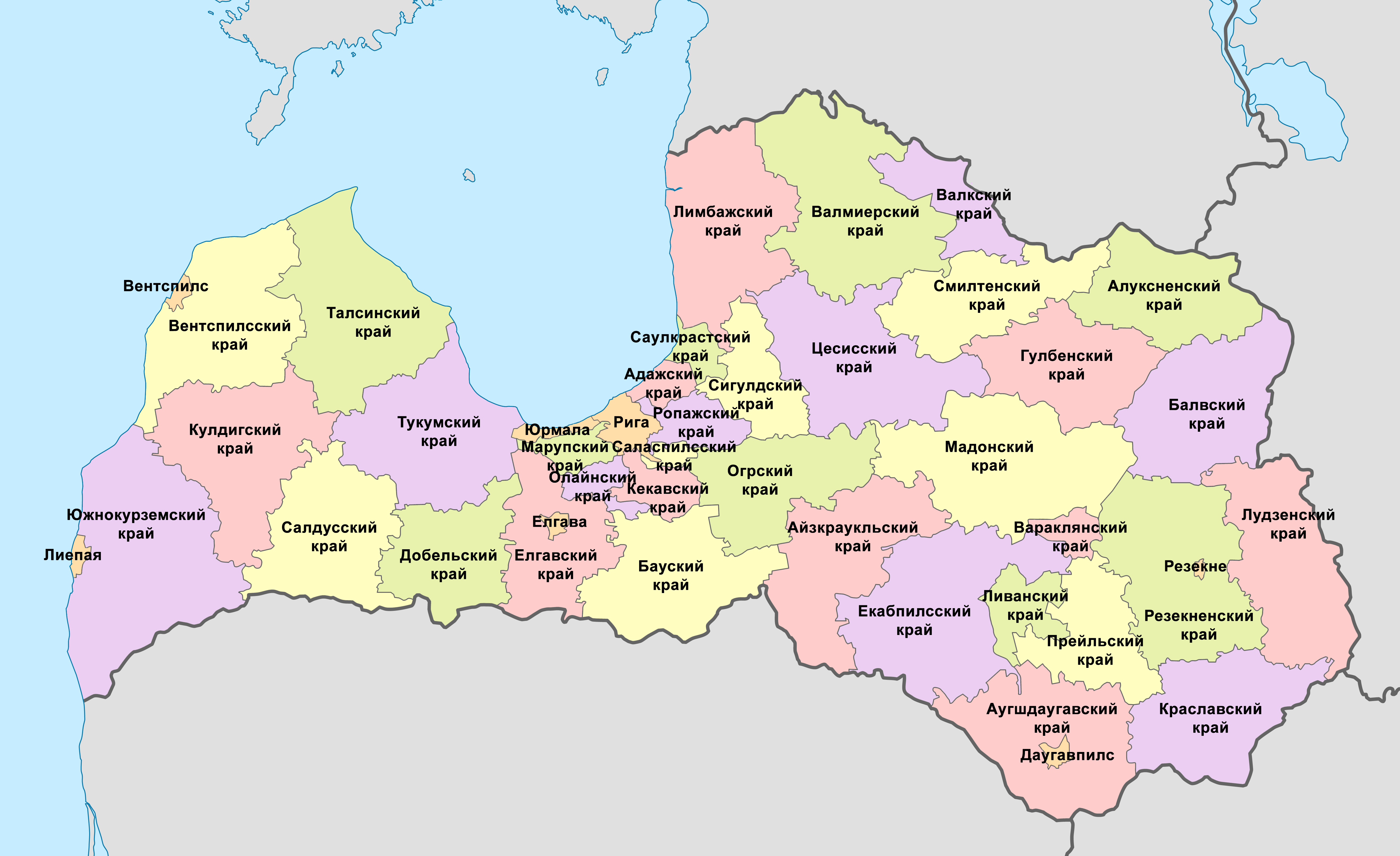
Края и города республиканского подчинения Латвии

| - г. Вентспилс - г. Даугавпилс - г. Елгава - г. Лиепая - г. Резекне - г. Рига - г. Юрмала | - Адажский край - Айзкраукльский край - Алуксненский край - Аугшдаугавский край - Балвский край - Бауский край - Валкский край - Валмиерский край - Вараклянский край - Вентспилсский край - Добельский край - Гулбенский край | - Екабпилсский край - Елгавский край - Кекавский край - Краславский край - Кулдигский край - Ливанский край - Лимбажский край - Лудзенский край - Мадонский край - Марупский край - Огрский край - Олайнский край | - Прейльский край - Резекненский край - Ропажский край - Саласпилсский край - Салдусский край - Саулкрастский край - Сигулдский край - Смилтенский край - Талсинский край - Тукумский край - Цесисский край - Южно-Курземский край |